# Peace Research Institute Frankfurt – Leibniz-Institut für Friedens- und Konfliktforschung
Das Peace Research Institute Frankfurt – Leibniz-Institut für Friedens- und Konfliktforschung (PRIF, vormals HSFK) ist ein politikwissenschaftliches Forschungsinstitut für Friedens- und Konfliktforschung in Frankfurt am Main mit einem Büro in Berlin.
PRIF analysiert die Ursachen gewaltsamer internationaler und innerer Konflikte, erforscht Friedensbedingungen und entwickelt Transformations- und Lösungskonzepte, mit denen abnehmende Gewalt, zunehmende soziale Gerechtigkeit und politische Freiheit im internationalen System und einzelnen Gesellschaften angestrebt werden.
Das Institut verbindet interdisziplinäre Grundlagenforschung mit dem Transfer von Wissen in Politik, Medien und Gesellschaft. Mit diesem Auftrag wird es als Mitglied der Leibniz-Gemeinschaft vom Bund und vom Land Hessen gefördert.
Die Bibliothek des Forschungsinstituts ist öffentlich zugänglich und verfügt über eine Sammlung von Fachliteratur zur Friedens- und Konfliktforschung.

## Geschichte
Das Institut wurde 1970 auf Bestreben der Hessischen Landesregierung als eigenständige Stiftung des öffentlichen Rechts geschaffen. Während in den ersten Jahren der Kalte Krieg die Forschungsarbeit maßgeblich bestimmte, erweiterte sich das wissenschaftliche Portfolio in den 80er Jahren, um die Auswirkungen der Nord-Süd Dichotomie stärker zu beleuchten und theoretische Grundlagenforschung in einen praxisorientierten Ansatz der Politikberatung zu überführen.
Am 1. Januar 2009 wurde das Institut, nach vorherigen wissenschaftlichen Prüfungen durch verschiedene Kommissionen, offiziell in die Leibniz-Gemeinschaft aufgenommen. Nach einer positiven Evaluierung im Jahr 2012 wurde der Verbleib im Leibniz-Verbund bestätigt und die öffentliche Finanzierung sichergestellt.
Im Rahmen eines Rebranding änderte das Institut im Jahre 2023 seinen Namen von Leibniz-Institut Hessische Stiftung Friedens- und Konfliktforschung (HSFK) zu Peace Research Institute Frankfurt – Leibniz-Institut für Friedens- und Konfliktforschung (PRIF).

## Forschung

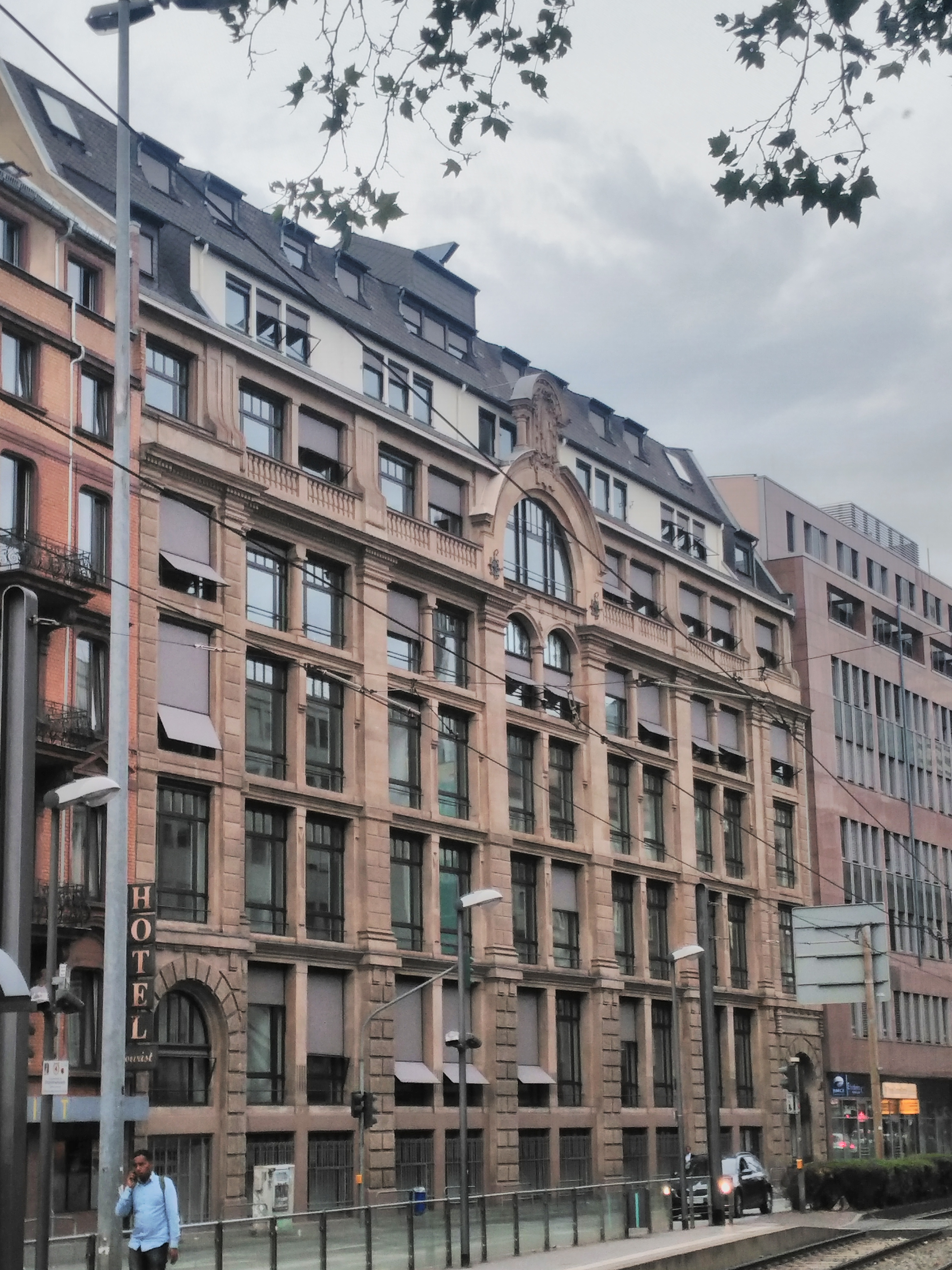
Das Gebäude des PRIF

Gemäß seinem Forschungsprogramm analysiert das PRIF die Ursachen lokaler und globaler Konflikte sowie Strategien, um diese zu lösen und Frieden zu erzielen. Das PRIF leistet Grundlagenforschung, gibt Handlungsempfehlungen zu friedens- und konfliktbezogenen Fragen und leistet den Transfer von Wissen in Politik, Medien und Gesellschaft. Die Friedens- und Konfliktforschung ist eine interdisziplinäre Forschungsrichtung, die Expertise von Sozial- und Geisteswissenschaften bis hin zu Natur- und Technikwissenschaften umfasst. Das PRIF betreibt Friedens- und Konfliktforschung in fünf Programmbereichen sowie sieben Forschungsgruppen und drei Forschungsverbünden.
Forschungsthemen sind u. a.:
- Rüstungskontrolle, Abrüstung und Nichtverbreitung
- Internationale Organisationen, Völkerrecht, normative Ordnungen
- Nicht-staatliche Gewaltakteure, transnationale Unternehmen, Zivilgesellschaft
- Radikalisierung und politische Gewalt
- Innergesellschaftliche Dimensionen des Friedens, Herrschaftsordnungen
- Globalisierung und lokale Lebenswelten/Prozesse der Glokalisierung

## Organisation

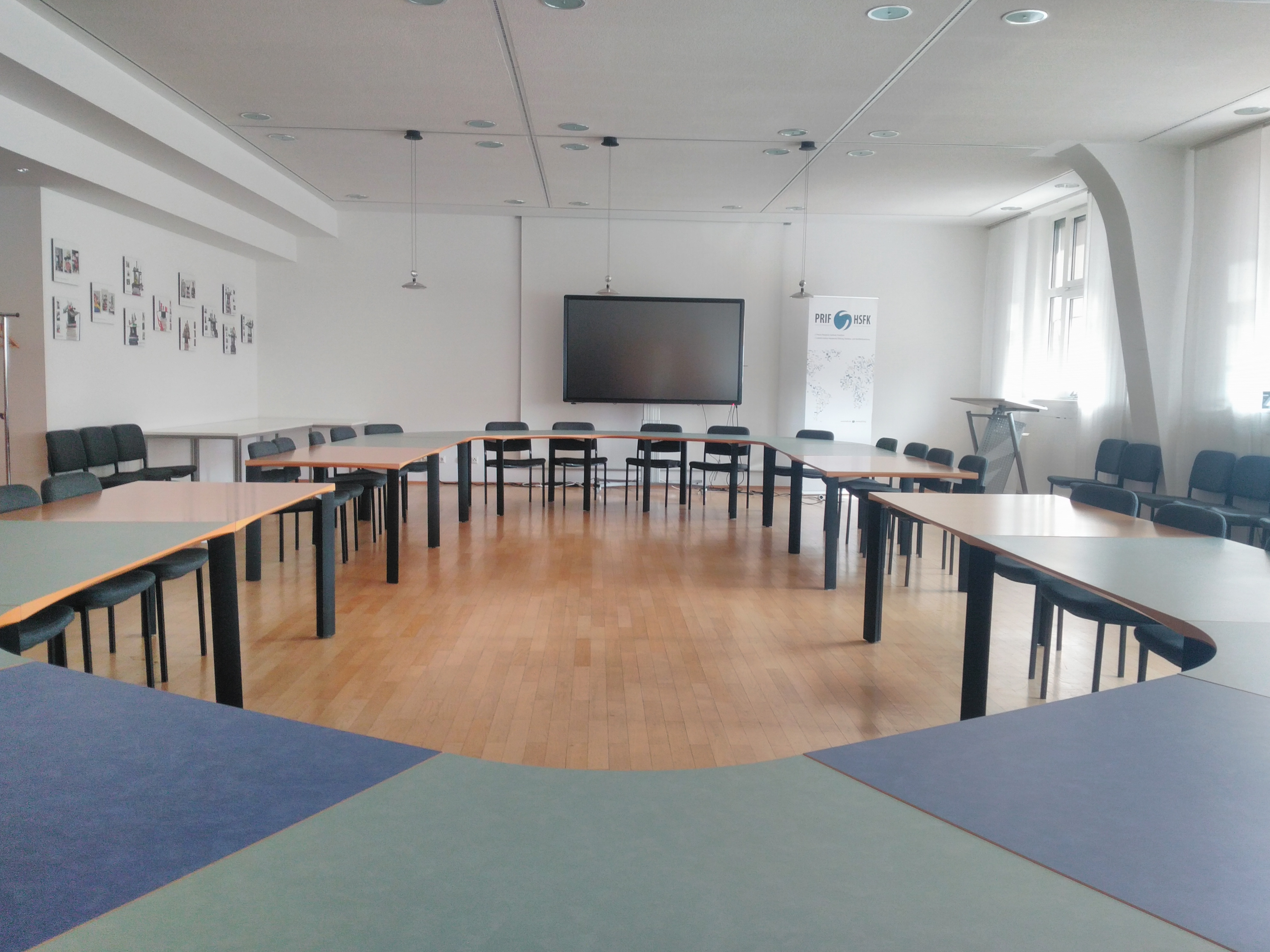
Konferenzraum des PRIF

Das geschäftsführende Vorstandsmitglied des PRIF ist Nicole Deitelhoff. Weitere Mitglieder des Vorstandes sind Christopher Daase (stellvertretendes geschäftsführendes Vorstandsmitglied), Susanne Boetsch, Sabine Mannitz, Jonas Wolff sowie zwei wissenschaftliche Mitarbeitende, die jeweils für zwei Jahre vom Forschungsrat gewählt werden.
Die wissenschaftlichen Mitglieder von PRIF bilden den Forschungsrat. Gemeinsam mit dem Vorstand beschließt der Forschungsrat über das wissenschaftliche Programm und die Forschungsvorhaben, die am Institut durchgeführt werden. Zudem ist er für die wissenschaftliche Qualitätskontrolle verantwortlich.
Der Stiftungsrat überwacht die Geschäftsführung und genehmigt den Haushalt.
Der Wissenschaftliche Beirat wird vom Stiftungsrat berufen, setzt sich aus Forschenden des In- und Auslands zusammen und unterstützt das PRIF bei der Erarbeitung und Umsetzung der Forschungsprogramme.

## Publikationen

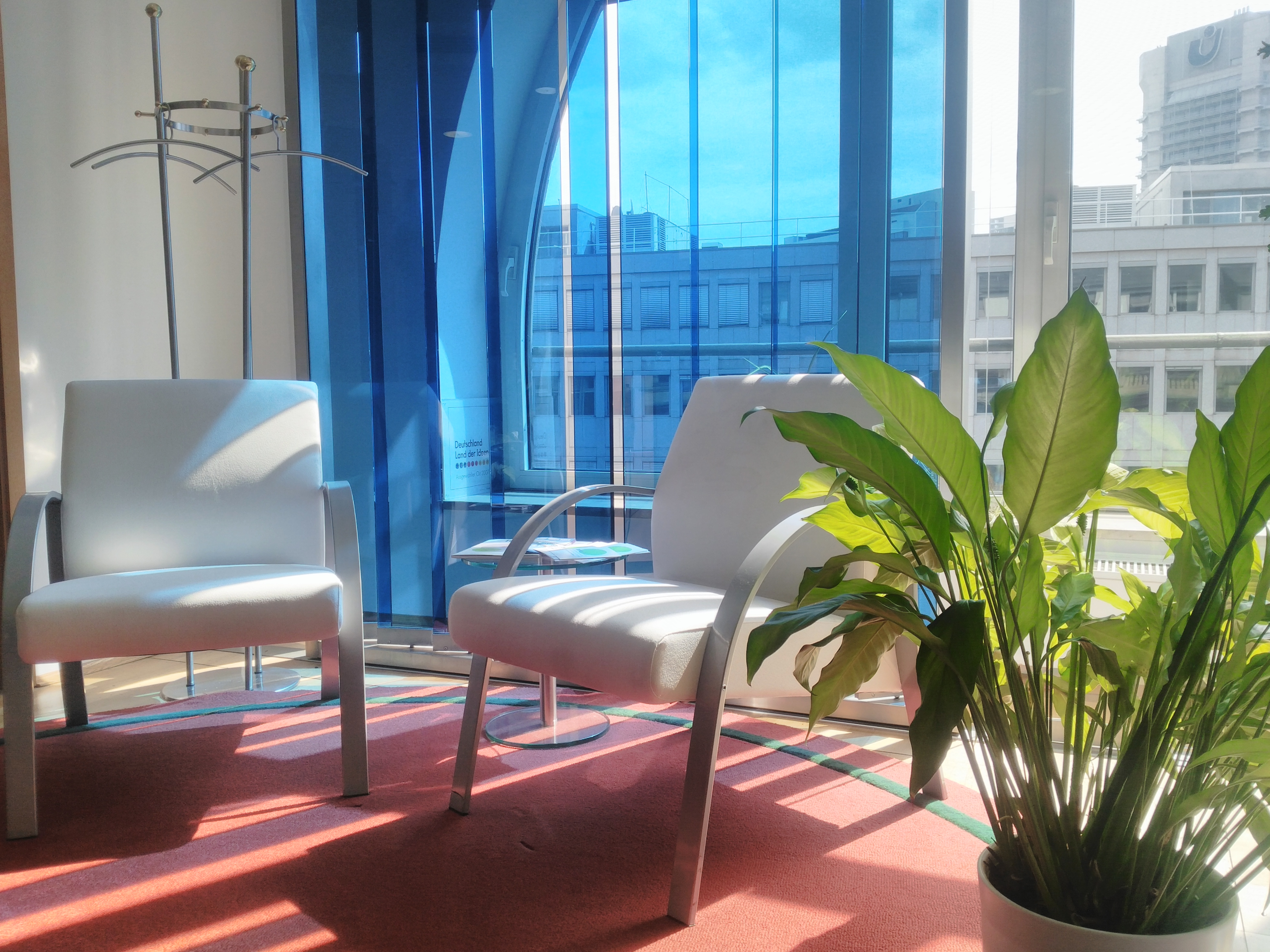
PRIF Empfangsbereich

In der Schriftenreihe Studien der Hessischen Stiftung Friedens- und Konfliktforschung veröffentlicht PRIF Monographien und Sammelbände in Zusammenarbeit mit dem Springer Verlag. Zudem erscheinen jährlich etwa zehn PRIF Reports, die Hintergründe und Entwicklungen politischer Ereignisse analysieren. Die vierseitigen PRIF Spotlights richten sich an ein breites Publikum, das an friedens- und sicherheitspolitischen Themen interessiert ist. Unregelmäßig und ausschließlich online erscheinen die PRIF Working Papers, die Einblicke in die aktuelle Grundlagenforschung geben und den wissenschaftlichen Austausch befruchten sollen. Die Publikationen können online heruntergeladen werden und Druckversionen finden sich in zahlreichen Bibliotheken.
Online werden die Veröffentlichungen seit 2018 durch den PRIF Blog ergänzt. Auf dem die wissenschaftlichen Mitarbeiter von PRIF kurze Texte zu aktuellen Fragen und Debatten, die für die Friedens- und Konfliktforschung relevant sind, diskutieren.
Neben den hauseigenen Reihen veröffentlicht das PRIF zusammen mit den Instituten Bonn International Center for Conversion (BICC), Institut für Friedensforschung und Sicherheitspolitik an der Universität Hamburg (IFSH) und dem Institut für Entwicklung und Frieden (INEF) jährlich das Friedensgutachten. Seit 2018 steht es auch online zum Download bereit.

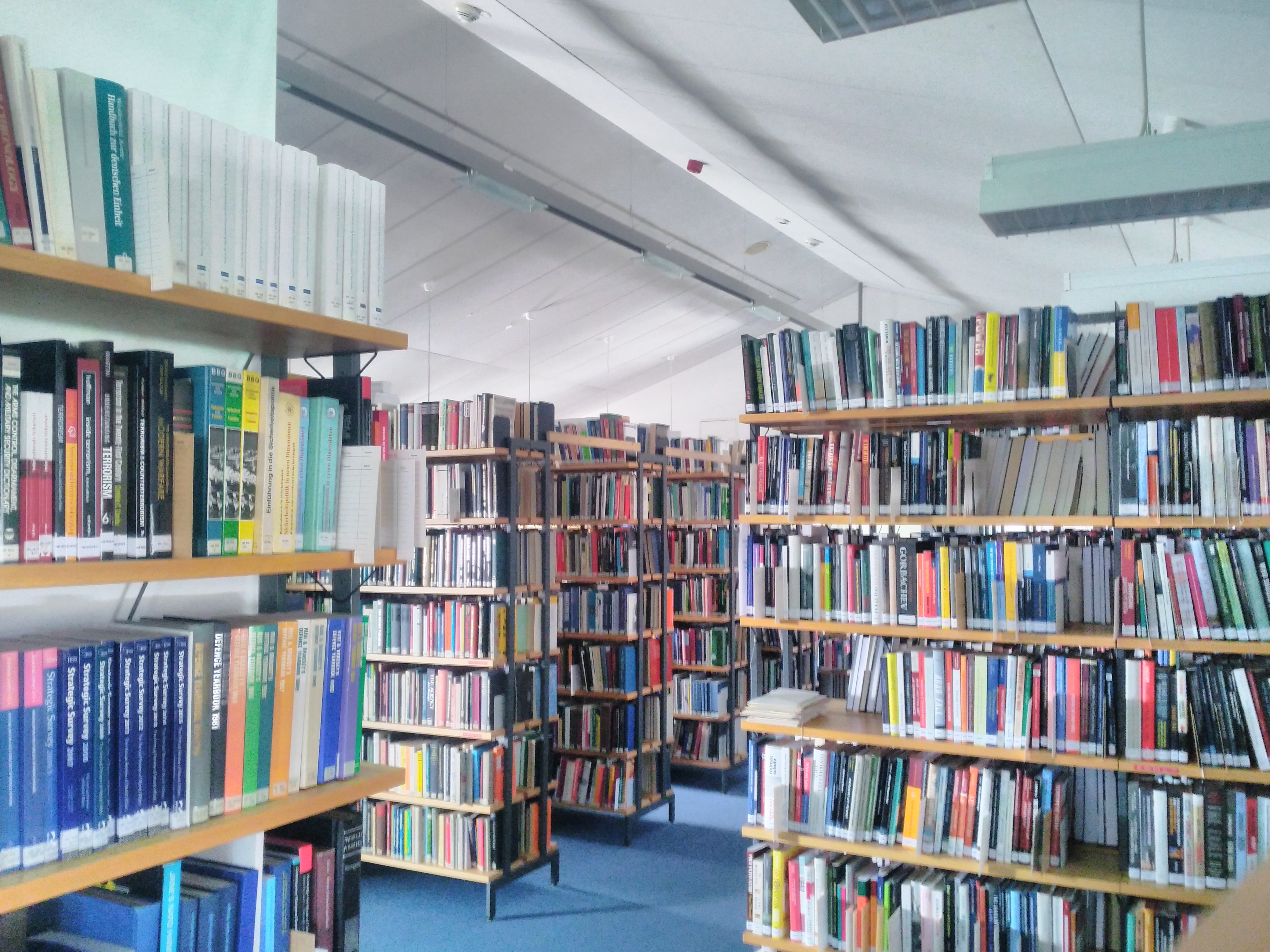
PRIF Bücherei
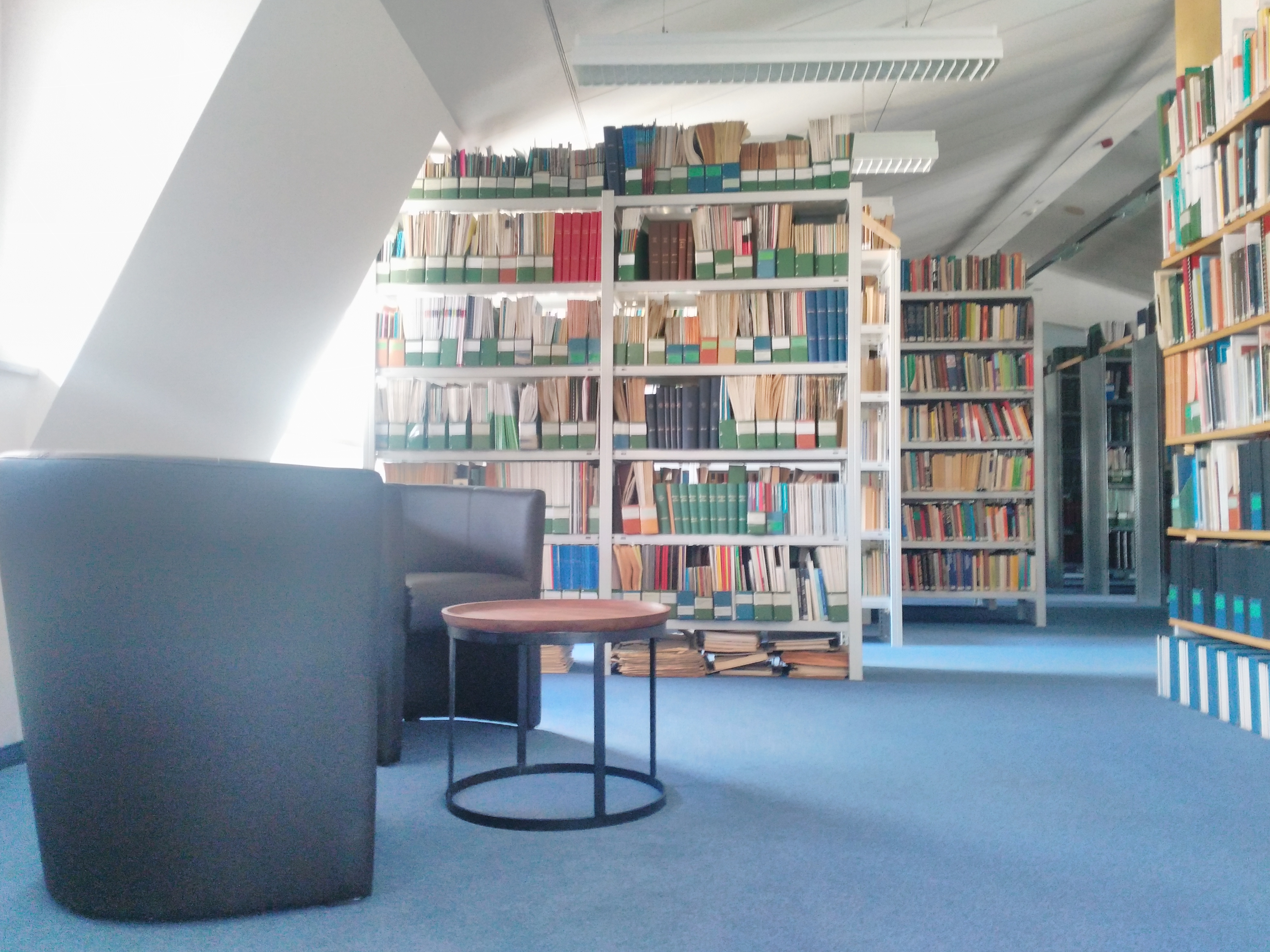
PRIF Bücherei
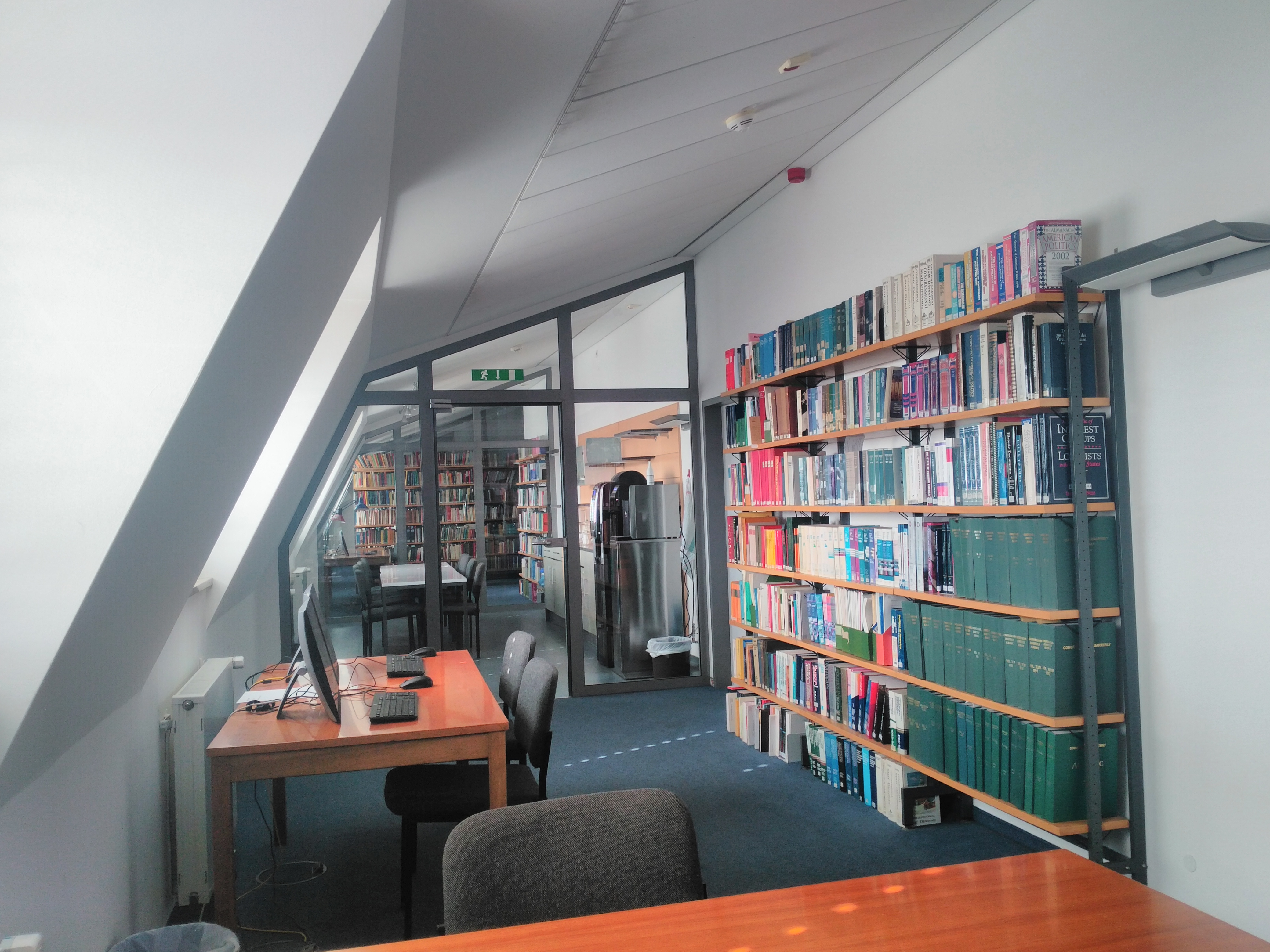
PRIF Bücherei

## Preise und Auszeichnungen
Zu Ehren seines langjährigen Leiters Ernst-Otto Czempiel zeichnet das Institut alle zwei bis drei Jahre die beste postdoktorale Monografie der internationalen Friedensforschung mit dem Ernst-Otto-Czempiel-Preis aus. Der Preis ist mit 5.000 Euro dotiert und wird im Rahmen der PRIF-Jahreskonferenz seit 2008 verliehen.
Der Hessische Friedenspreis wurde am 16. Oktober 1993 von Albert Osswald, ehemaliger Hessischer Ministerpräsident, und der von ihm begründeten Albert-Osswald-Stiftung ins Leben gerufen. Die Auszeichnung wird an Menschen vergeben, die sich um die Völkerverständigung und um den Frieden verdient gemacht haben. Jährlich erhält eine vom Kuratorium Hessischer Friedenspreis ausgewählte Preisträgerin oder ein Preisträger die mit 25.000 Euro dotierte Ehrung. PRIF berät das Kuratorium bei der Auswahl und dokumentiert die Preisverleihung.
Der #PRIF@Schule_Preis wurde erstmalig für das Schuljahr 2021/22 ausgeschrieben und richtet sich an Schüler und Schülerinnen der Klassen 9 bis 13 aller hessischen Schularten. Mit dem Wettbewerb möchte PRIF die politische Bildung zu Themen der Friedens- und Konfliktforschung an hessischen Schulen stärken. Der Hauptpreis ist mit 200 Euro dotiert und wird alle zwei Jahre vergeben.